# トマス・ヘンリー・コヴェントリー
ディアハースト子爵トマス・ヘンリー・コヴェントリー（英語: Thomas Henry Coventry, Viscount Deerhurst、1721年3月27日 – 1744年5月20日）は、グレートブリテン王国の政治家。第5代コヴェントリー伯爵ウィリアム・コヴェントリーの長男であり、1742年から1744年まで庶民院議員を務めた。

## 生涯
第5代コヴェントリー伯爵ウィリアム・コヴェントリーと妻エリザベス（Elizabeth、旧姓アレン（Allen）、1738年11月23日没、ジョン・アレンの娘）の長男として、1721年3月27日に生まれた。1730年から1737年までウィンチェスター・カレッジで教育を受けた後、1737年7月6日にオックスフォード大学ユニヴァーシティ・カレッジに入学、1739年11月20日にM.A.の学位を修得した。
1741年イギリス総選挙で父の支持を受けて、野党派ホイッグ党候補としてウスターシャー選挙区から出馬したが、1,930票（得票数3位）しか得られず敗北した。1742年4月にブリッドポート選挙区の補欠選挙に出馬、無投票で当選した。議会ではハノーヴァー兵への援助に反対票を投じた。
1744年5月20日、生涯未婚のまま父に先立って死去した。死後、『ロンドン・イブニング・ポスト』から「両党にもつかないという誠実さと公正さ」（his sincerity and impartiality in that he adhered to neither party）を評価された。